# Myrmecia infima
Espèce
Myrmecia infima est une espèce de fourmi originaire d'Australie. Les plus fortes populations de cette fourmi se trouvent dans le sud-ouest du pays.
L'espèce est décrite pour la première fois en 1900.

## Nom vernaculaire et classement
Du fait de son agressivité, cet insecte social est aussi connu sous le nom vernaculaire de « fourmi bouledogue ».
La fourmi bouledogue appartient au genre Myrmecia, à la sous-famille Myrmeciinae.
La plupart des ancêtres des fourmis du genre Myrmecia n'ont été retrouvés que dans des fossiles, à l’exception de Nothomyrmecia macrops, seul parent vivant actuellement.

## Biologie
La taille moyenne de Myrmecia infima varie de 6 à 8 mm de long. Myrmecia infima présente une tête noire et un abdomen noir, des antennes rougeâtres et des mandibules bicolores, jaunes à la base et noires aux extrémités. Son thorax est généralement rouge ; sa couleur peut cependant varier d'une fourmi à une autre dans une même colonie. Son corps est couvert de fins poils jaunes et épars ; cette pubescence peut être blanche et très abondante au niveau de l'abdomen.

## Source de la traduction
- (en) Cet article est partiellement ou en totalité issu de l’article de Wikipédia en anglais intitulé « Myrmecia infima » (voir la liste des auteurs).